# Tennis Center at Crandon Park
Tennis Center at Crandon Park – kompleks tenisowy w Key Biscayne w Miami w stanie Floryda.
Od 1987 roku w Tennis Center at Crandon Park rozgrywany jest turniej tenisowy Miami Open. Są to zawody najwyższej rangi wśród mężczyzn (ATP World Tour Masters 1000) oraz wśród kobiet (WTA Premier Mandatory). Wcześniej imprezę tę gościły obiekty w Delray Beach (1985) i Boca Raton (1986).

## Wyposażenie
Kompleks składa się z dwudziestu sześciu kortów wyposażonych w profesjonalny system nawadniania. Osiemnaście z nich pokrytych jest twardą nawierzchnią Laykold. Prócz tego obiekt posiada dwa stadiony trawiaste i sześć boisk ziemnych: cztery z amerykańską zieloną mączką i dwa z europejską czerwoną mączką. Połowa wszystkich kortów (jedenaście twardych i dwa z zieloną mączką) posiada sztuczne oświetlenie. Turniej tenisowy rozgrywany jest na dwunastu kortach, a na sześciu prowadzone są treningi.
Kort główny, którego inauguracja nastąpiła 11 marca 1994 podczas meczu Karin Kschwendt z Kathy Rinaldi Stunkel zakończonym wynikiem 6:3, 6:4, posiada pojemność 13 300 osób.

## Zwiedzanie i inne imprezy
Oprócz terminów rozgrywania turnieju, cały obiekt jest możliwy do zwiedzania. Organizowane są też lekcje prywatne, półprywatne, obozy letnie, programy dla dzieci szkolnych, zajęcia prowadzone w ramach programu Cliff Drysdale Tennis oraz spotkania w ramach ligi World Team Tennis.
Obiekt jest także miejscem rozgrywania zawodów organizacji United States Tennis Association. W Tennis Center at Crandon Park ma miejsce jeden z najważniejszych turniejów juniorskich – Orange Bowl.